# Alto Alegre (Roraima)
Alto Alegre é um município do noroeste do estado de Roraima, Brasil.

## Geografia

### Localidades principais
Segue uma relação de das principais localidades não-indígenas do município e suas respectivas populações segundo o Censo de 2010.
- 4.780 habitantes - Alto Alegre (sede)
- 272 habitantes - Vila do Taiano

Bairros
Na cidade existem três bairros:
- Multirão I
- Multirão II
- Felicidade

Solos
- Argissolos Vermelho-Amarelos
- Litossolos
- Terra Roxa Estruturada
- Latossolo Vermelho-Amarelo
- Solos Aluviais
- Solos Hidromórficos Cinzentos
- Latossolo Amarelo
- Latossolo Vermelho-Escuro
- Areia Quartzosa Hidromórfica
- Areia Quartzosa

Hidrografia
- Rio Mucajaí
- Rio Uraricoera

## Organização Político-Administrativa
O Município de Alto Alegre possui uma estrutura político-administrativa composta pelo Poder Executivo, chefiado por um Prefeito eleito por sufrágio universal, o qual é auxiliado diretamente por secretários municipais nomeados por ele, e pelo Poder Legislativo, institucionalizado pela Câmara Municipal de Alto Alegre, órgão colegiado de representação dos munícipes que é composto por 9 vereadores também eleitos por sufrágio universal.

### Atuais autoridades municipais de Alto Alegre
- Prefeito: Pedro Henrique Wanderley Machado - PSD (2021 - 2024)[7]
- Vice-prefeito: Simone Elisabete Friedrich - PP (2021 - 2024)[7]
- Presidente da Câmara: Valdenir Soares Alves - MDB (2023 - presente)[8]